# 异香草醛
异香草醛（英語：Isovanillin；又称异香兰素）是一种酚醛，香草醛的同分异构体之一。它是醛氧化酶的一种选择性抑制剂，能被醛脱氢酶代谢成异香草酸，这种特性使得异香草醛能够用于酒精厌恶疗法。异香草醛可以作为吗啡全合成的前体。文献中已有描述其（和香草醛）在大鼠体内可能的代谢过程。